# Morti nel 653
| Questa pagina contiene informazioni ricavate automaticamente dalle voci biografiche con l'ausilio del template Bio e di un bot. L'aggiornamento è periodico e automatico e ricostruisce completamente la pagina. Se manca una persona in questa lista, sei pregato di non aggiungerla, ma accertati piuttosto che la sua voce biografica contenga il template Bio e che i dati anagrafici siano correttamente compilati. Se il template Bio manca, inseriscilo tu stesso o, in alternativa, metti l'avviso {{tmp\|Bio}} che ne segnala la mancanza. Se i dati riportati sono sbagliati, correggi direttamente la voce biografica; le modifiche saranno visibili in questa lista entro pochi giorni. Per chiarimenti vedi il progetto biografie. La lista contiene solo le 10 persone che sono citate nell'enciclopedia e per le quali è stato implementato correttamente il template Bio. Pagina aggiornata al 2 mag 2025. |

- 30 aprile - Onorio di Canterbury, vescovo e santo britannico
- 30 settembre - Chindasvindo, sovrano visigoto (n. 563)
- Bobuleno, monaco cristiano, abate e missionario italiano
- Irene del Portogallo, religiosa portoghese (n. 635)
- Paolo II di Costantinopoli, arcivescovo bizantino
- Rodoaldo, re longobardo (n. 636)
- Romarico, abate, missionario e santo franco
- Talorc III dei Pitti, re
- Al-ʿAbbās ibn ʿAbd al-Muṭṭalib, arabo
- Miqdad ibn Aswad, generale arabo (n. 585)